# Djibril Thiam
Pour les articles homonymes, voir Thiam.
Djibril Thiam, né le 6 juillet 1986, est un joueur sénégalais de basket-ball. Il évolue au poste d'ailier.